# Ian Kirkpatrick
Ian Eric Kirkpatrick (Los Angeles, 20 de setembro de 1982) é um produtor musical e compositor norte-americano, conhecido pelas colaborações com Dua Lipa, Jason Derulo, Selena Gomez, Justin Bieber, Nick Jonas, Chris Brown e Britney Spears.